# Dominique Fernandez
Pour les articles homonymes, voir Fernández.
Ne doit pas être confondu avec Dominique Hernandez.
Dominique Fernandez, né le 25 août 1929 à Neuilly-sur-Seine, est un écrivain, essayiste et italianiste français, membre de l’Académie française.

## Biographie

### Famille
Dominique Fernandez est le fils de Ramón Fernández, critique littéraire français d'origine mexicaine et collaborationniste, à qui il consacrera en 2009 son livre Ramon, et de Liliane Chomette, ancienne élève de l'École normale supérieure de jeunes filles (promotion 1920 Lettres), professeur de lettres, née à Saint-Anthème (Puy-de-Dôme) le 1er avril 1901, et morte à Paris (15e) le 17 mai 1985. Ses parents divorcent en 1939. Son père meurt d'une embolie en août 1944 . Sa mère épouse en secondes noces Angelo Tasca.

### Formation et débuts
Ancien élève de l'École normale supérieure (promotion 1950 Lettres), il obtient l'agrégation d'italien en 1955 (2e) et devient deux ans plus tard professeur à l’Institut français de Naples.
L’Académie française lui décerne le prix Durchon-Louvet en 1962 pour l'ensemble de son œuvre. En 1968, il soutient sa thèse sur « L’échec de Pavese » et obtient le titre de docteur ès lettres. Il est ensuite nommé professeur d’italien à l’université Rennes 2.

### Carrière universitaire et littéraire
Il partage son temps entre son travail d'enseignant, l'écriture de ses livres et la rédaction de ses articles pour La Quinzaine littéraire, L'Express, la revue suisse d'art et de culture Artpassions ou Le Nouvel Observateur.
Il reçoit le prix Médicis en 1974, pour Porporino ou les Mystères de Naples, histoire d'un castrat dans l'Italie du XVIIIe siècle. En 1982, son roman fondé sur la vie de Pasolini, Dans la main de l'ange, est couronné du prix Goncourt.
Il est membre du comité d'honneur de la Maison internationale des poètes et des écrivains de Saint-Malo.
À 77 ans, il est élu à l'Académie française le 8 mars 2007, au siège laissé vacant par le professeur Jean Bernard ; il est reçu sous la Coupole le 13 décembre 2007 par Pierre-Jean Rémy. Se qualifiant de « premier académicien ouvertement gay » (du fait que ses prédécesseurs homosexuels comme Jean Cocteau et Marguerite Yourcenar ne le déclarèrent pas), il fait figurer Ganymède sur le pommeau de son épée. Le 5 août 2023, à la mort d'Hélène Carrère d'Encausse, il devient le doyen d'âge de l'Académie. Il appartient également à la commission du Dictionnaire.
Il est l'inventeur de la « psychobiographie », qu'il définit comme « l'étude de l'interaction entre l'homme et l'œuvre et de leur unité saisie dans ses motivations inconscientes. » Cette méthode est voisine de la « psychocritique », dite aussi « psychanalyse critique », de Charles Mauron.
Grand voyageur, spécialiste de l'art baroque et de la culture italienne, Dominique Fernandez a ramené de ses nombreux voyages en Italie, en Bohême, au Portugal, en Roumanie, en Russie, en Syrie, au Brésil ou en Bolivie des récits illustrés par le photographe Ferrante Ferranti, son compagnon durant quinze ans.
Le Monde donne trois thématiques principales de son engagement : italianisant, freudien et homosexuel militant.

### Homosexualité
Il ne fait pas mystère de son homosexualité, révélée au public lors de la parution de Porporino ou les Mystères de Naples, en 1975, et sur laquelle il a notamment écrit dans son ouvrage L'Étoile rose (1978). Suivent plusieurs textes comme La Gloire du paria (1987), le premier roman français évoquant le sida, Le Rapt de Ganymède (1989) qui décrit la culture homosexuelle du XXe siècle, L'Amour qui ose dire son nom. Art et homosexualité (2001), Amants d'Apollon : L'Homosexualité dans la culture (2015).
En 1999, il prend la défense du PACS. 

### Engagement
Dominique Fernandez est membre du comité d'honneur de l'Association pour le droit de mourir dans la dignité (ADMD).
En janvier 2020, il prend la défense de Gabriel Matzneff dans Le Monde, estimant que son œuvre reste importante malgré les accusations de pédophilie, ce qui lui attire de vives critiques. Dans son livre auto-édité Vanessavirus de 2021, Matzneff cite Dominique Fernandez comme étant l'un de ses  « cinq soutiens indéfectibles »,.
À plusieurs occasions, il a soutenu la Russie de Vladimir Poutine, dans la lignée d'Hélène Carrère d'Encausse et d'Andreï Makine à l'Académie française – et ce même après la première guerre en Ukraine de 2014 –, ce qui leur a valu d'être appelés « la Kremlin Académie ». « La Crimée n’a jamais été ukrainienne. Elle était russe. Je suis allé en Crimée, ils détestent les Ukrainiens », a déclaré Fernandez.

### Vie privée
Il a été marié de 1961 à 1971 à Diane de Margerie avec qui il a eu un fils, Ramon Fernandez (prénommé comme son grand-père paternel), et une fille, Laetitia.

### Décorations
- Officier de la Légion d'honneur (France) [Quand ?]
- Commandeur de l'ordre national du Mérite (France)
- Commandeur de l'ordre national de la Croix du Sud (Brésil)
- Officier de l’ordre national du Mérite (Roumanie)

## Œuvres

### Romans
- 1959 : L'Écorce des pierres, Paris, Grasset
- 1962 : L'Aube, Paris, Grasset
- 1969 : Lettres à Dora, Paris, Grasset
- 1971 : Les Enfants de Gogol, Paris, Grasset
- 1974 : Porporino ou les Mystères de Naples, Paris, Grasset, coll. « Les Cahiers rouges » ; rééd. 2005  (ISBN 2-246-01243-0) Prix Médicis
- 1976 : La Rose des Tudors, Paris, Julliard
- 1978 : L'Étoile rose, Paris, Grasset ; rééd. 2012
- 1980 : Une fleur de jasmin à l’oreille, Paris, Grasset
- 1981 : Signor Giovanni, Paris, Balland ; rééd. Le Livre de Poche no 15566  (ISBN 2-253-15566-7)
- 1982 : Dans la main de l'ange, Paris, Grasset Prix Goncourt
- 1986 : L’Amour, Paris, Grasset Prix Charles-Oulmont de la Fondation de France
- 1987 : La Gloire du paria, Paris, Grasset
- 1991 : L'École du sud, Paris, Grasset
- 1992 : Porfirio et Constance, Paris, Grasset
- 1994 : Le Dernier des Médicis, Paris, Grasset  (ISBN 2-246-48701-3). Sur Jean-Gaston de Médicis
- 1997 : Tribunal d'honneur, Paris, Grasset  (ISBN 2-246-52501-2)
- 2000 : Nicolas, Paris, Grasset
- 2002 : La Course à l'abîme, Paris, Grasset  (ISBN 2-246-64371-6)
- 2005 : Sentiment indien, Paris, Grasset  (ISBN 2-246-68341-6)
- 2006 : Jérémie ! Jérémie ! (Sur les traces d'Alexandre Dumas), Paris, Grasset  (ISBN 2-246-69531-7)
- 2007 : Place Rouge, Paris, Grasset  (ISBN 978-2-246-72911-2)
- 2010 : Avec Tolstoï, Paris, Grasset (à l'occasion du centenaire de la mort de l'écrivain)
- 2011 : Pise 1951, Paris, Grasset  (ISBN 978-2-246-77671-0)
- 2014 : On a sauvé le monde, Paris, Grasset  (ISBN 978-2-246-80465-9)
- 2017 : La Société du mystère, Paris, Grasset  (ISBN 978-2-246-86313-7). Sur Bronzino
- 2018 : Où les eaux se partagent, Paris, Philippe Rey  (ISBN 978-2-84876-650-8) (repris en poche sous le titre Un été en Sicile, 2020)
- 2019 : Le Peintre abandonné, Paris, Grasset  (ISBN 978-2-246-81870-0). Sur Pablo Picasso
- 2020 : Aux confins de la Nouvelle-Athènes, Paris, Philippe Rey  (ISBN 978-2-84876-843-4)
- 2021 : L'Homme de trop : L'arc-en-ciel interdit, Paris, Grasset  (ISBN 978-2-246-82265-3)
- 2022 : L'Homme de trop, 2 : la liberté trahie, Paris, Grasset  (ISBN 978-2-246-82679-8)
- 2024 : Un jeune homme simple, Paris, Grasset

### Essais
- 1958 : Le Roman italien et la Crise de la conscience moderne, Paris, Grasset, coll. "La Galerie", 282 p.
- 1968 : L'Échec de Pavese, Paris, Grasset
- 1975 : Eisenstein, Paris, Grasset
- 1989 : Le Rapt de Ganymède, Paris, Grasset
- 1999 : Les Douze Muses d'Alexandre Dumas, Grasset
- 2001 : L'Amour qui ose dire son nom. Art et homosexualité, Paris, Stock  (ISBN 2-234-05747-7)[16],[Note 1] ; édition revue et augmentée en 2005
- 2007 : L'Art de raconter, Paris, Grasset  (ISBN 2-246-71931-3)
- 2015 : Amants d'Apollon : L'Homosexualité dans la culture, Paris, Grasset  (ISBN 978-2-246-85506-4)
- 2023 : Le Roman soviétique, un continent à découvrir, Paris, Grasset  (ISBN 978-2-246-82801-3)

### Récits de voyage
- 1977 : Amsterdam, Paris, Le Seuil, coll. « Microcosme "Petite Planète/ville" »
- 1980 : Le Promeneur amoureux. De Venise à Syracuse, Paris, Plon
- 1983 : Le Volcan sous la ville, promenades dans Naples, photographies de Jean-Noël Schifano, Paris, Plon
- 1984 : Le Banquet des anges (L'Europe baroque de Rome à Prague), photographies de Ferrante Ferranti, Paris, Plon
- 1988 : Le Radeau de la Gorgone (Promenades en Sicile), photographies Ferrante Ferranti, Paris, Grasset Prix Méditerranée, Prix Brancati
- 1993 : L’Or des Tropiques, promenades dans le Portugal et le Brésil baroques, photographies de Ferrante Ferranti, Paris, Grasset  (ISBN 978-2-246-46881-3)
- 1994 : La Magie blanche de Saint-Pétersbourg, coll. « Découvertes Gallimard / Culture et société » (no 205), Paris, Gallimard  (ISBN 978-2-07-043888-4)
- 1995 : La Perle et le Croissant (L'Europe baroque de Naples à Saint-Pétersbourg), photographies de Ferrante Ferranti, Paris, Plon, coll. « Terre humaine »
- 1997 : Le Voyage d'Italie (Dictionnaire amoureux), photographies de Ferrante Ferranti, Paris, Plon  (ISBN 978-2-259-18516-5)
- 1998 : Rhapsodie roumaine, photographies de Ferrante Ferranti, Paris, Grasset  (ISBN 2-246-57161-8)
- 2000 : Mère Méditerranée, photographies de Ferrante Ferranti, Paris, Grasset  (ISBN 2-246-59261-5)
- 2005 : Rome, photographies de Ferrante Ferranti, éd. Philippe Rey  (ISBN 2-84876-020-6)
- 2006 : Sicile, photographies de Ferrante Ferranti, Paris, Imprimerie nationale, coll. « Voyages et Découvertes »  (ISBN 2-7427-6357-0)
- 2010 : Villa Médicis, photographies Ferrante Ferranti, Paris, éd. Philippe Rey  (ISBN 978-2-84876-168-8)
- 2010 : Russies, Paris, éd. Philippe Rey  (ISBN 978-2-84876-865-6)
- 2012 : Transsibérien, Paris, Grasset  (ISBN 978-2-2467-8937-6)
- 2015 : Le Piéton de Rome, portrait souvenir, Paris, éd. Philippe Rey  (ISBN 978-2848764573)
- 2016 : Adieu, Palmyre, photographies de Ferrante Ferranti, Paris, éd. Philippe Rey  (ISBN 978-2848765204)
- 2017 : Le Radeau de la Gorgone. Promenades en Sicile, photographies de Ferrante Ferranti, Paris, éd. Philippe Rey  (ISBN 978-2-84876-628-7)
- 2019 : Le Piéton de Florence, Paris, éd. Philippe Rey  (ISBN 978-2-848-76735-2)
- 2019 : Le Piéton de Venise, Paris, éd. Philippe Rey  (ISBN 978-2-848-76776-5)
- 2020 : L'Italie buissonnière, Paris, Grasset  (ISBN 978-2-246-81442-9)
- 2021 : Le Piéton de Naples, Paris, éd. Philippe Rey  (ISBN 2848769025)

### Divers
- 1972 : L'Arbre jusqu'aux racines : psychanalyse et création, Paris, Grasset
- 2004 : Dictionnaire amoureux de la Russie (ill. Catherine Dubreuil), Paris, Plon, coll. « Dictionnaire amoureux », 857 p.  (ISBN 2-259-19517-2)
- 2008 : Dictionnaire amoureux de l’Italie (ill. Alain Bouldouyre), Paris, Plon, coll. « Dictionnaire amoureux », 2 vol. 755 et 843 p.  (ISBN 978-2-259-20948-9)
- 2009 : Ramon, Paris, Grasset  (ISBN 978-2-246-73941-8) Prix François-Mauriac de la région Aquitaine, grand prix Jean-Giono
- 2013 : Dictionnaire amoureux de Stendhal, Paris, Plon  (ISBN 978-2-259-21094-2)
- 2016 : Avec Arthur Dreyfus, Correspondance indiscrète, Paris, Grasset  (ISBN 978-2-246-85883-6)

## Adaptation au théâtre
- Cesare Capitani adapte au théâtre le roman La Course à l'abîme sous le titre Moi, Caravage[17].

## Préfaces
- Jean Cocteau, Le Livre blanc et autres textes, Livre de poche, 2016
- Jacques Chessex, L'Interrogatoire, Grasset, 2011
- Stendhal, Journal, Folio, 2010
- Ramon Fernandez, Proust, Grasset, 2009
- Jean-Louis Bory, Ma Moitié d'orange, H2O poche, 2005
- Oscar Wilde, Le Portrait de Dorian Gray
- Dostoiesky, Le Joueur
- Michel Larivière, Les Amours masculines, Lieu commun, 1984